# Denis Buntić
Denis Buntić (Ljubuški, 13 de noviembre de 1982) es un exjugador de balonmano croata que jugaba de lateral derecho. Su último equipo fue el HRK Izviđač. Fue un componente de la selección de balonmano de Croacia, con la que disputó 131 partidos anotando un total de 293 goles.
Con la selección ganó la medalla de bronce en los Juegos Olímpicos de Londres 2012.
Tiene también medallas de plata en el Campeonato Mundial de Balonmano Masculino de 2005, en el Campeonato Mundial de Balonmano Masculino de 2009 y en el Campeonato Europeo de Balonmano Masculino de 2010, así como una medalla de bronce más, en el Campeonato Europeo de Balonmano Masculino de 2012.

## Clubes
- HRK Izviđač (1998-2006)
- RK Zagreb (2006-2007)
- RK Koper (2007-2008)
- Ademar León (2008-2011)
- Vive Tauron Kielce (2011-2016)
- SC Pick Szeged (2016-2018)
- HRK Izviđač (2018)

## Palmarés

### HRK Izvidac
- Liga de balonmano de Bosnia y Herzegovina (4): 2000, 2002, 2004, 2005
- Copa de Bosnia y Herzegovina de balonmano (2): 1999, 2002

### RK Zagreb
- Liga de Croacia de balonmano (1): 2007
- Copa de Croacia de balonmano (1): 2007

### RK Koper
- Copa de Eslovenia de balonmano (1): 2008

### Ademar León
- Copa Asobal (1): 2008

### Kielce
- Liga de Polonia de balonmano (5): 2012, 2013, 2014, 2015, 2016
- Copa de Polonia de balonmano (5): 2012, 2013, 2014, 2015, 2016
- Liga de Campeones  (1): 2016

### Pick Szeged
- Liga húngara de balonmano (1): 2018